# Equisetatae
Equisetatele sunt plante vasculare, ce fac parte din Încrengătura Pteridophyta. Sunt 16 specii de equisetate.

## Caractere generale
- Sunt prezente aproape pe toate continentele, în afară de Oceania și Antarctica;
- Au tulpini mici și articulate;
- Au frunzele reduse;
- Majoritatea sunt erbacee;
- Sporii sunt formati în sporangi, situați pe tulpină;
- Tulpinile pot fi fotosintetizante, la unele equisetate.

## Reprezentanți
- Coada-calului.